# Лысушки
Лысушки (лат. Amaurospiza) — род птиц из семейства кардиналовых (Cardinalidae). Ранее этот род включали в семейство танагровых Thraupidae. Он был перенесен в семейство кардиналовых Cardinalidae на основании молекулярно-филогенетического исследования, опубликованного в 2007 году. Представители рода распространены в Южной и Центральной Америке.

## Описание
Все представители четырёх видов, включаемых в род Amaurospiza, демонстрируют лишь небольшие различия в окраске оперения и размерах тела. Выражен половой диморфизм.  Общая окраска оперения самцов — сланцево-голубая, а самок — рыжевато-коричневая. Представители рода обитают преимущественно в зарослях бамбука. Питаются почками, побегами и насекомыми.

## Виды
В состав рода включают четыре вида:
- Amaurospiza carrizalensis Lentino et Restall, 2003 — Венесуэла
- Amaurospiza concolor Cabanis, 1861 — Синяя лысушка — юг Мексики и Центральная Америка
- Amaurospiza moesta (Hartlaub, 1853) — Чёрно-синяя лысушка — тропические леса Южной Америки
- Amaurospiza aequatorialis Sharpe, 1888 — Колумбия, Эквадор и Перу